# Turdus albocinctus
Turdus albocinctus е вид птица от семейство Turdidae.

## Разпространение
Видът е разпространен в Бутан, Индия, Китай и Непал.